# Стабна (Смоленский район)
Стабна — деревня в Смоленском районе Смоленской области России. Население – 128 жителей (2007). Расположена в западной части области в 9 км к северу от Смоленска, у автодороги Смоленск – Холм – Демидов, на правом берегу реки Стабна.
Входит в состав Стабенского сельского поселения. Автобусное сообщение со Смоленском. Улицы: Больничная, Заозёрная, Запольная, Озёрная, Родниковая, Центральная. Газифицирована.

## История
В 1941 году в деревне находился штаб 16-й армии генерал-лейтенанта Лукина М.Ф.

## Экономика
Аптека, Смоленская центральная районная больница, база отдыха "Парк Звёзд";  санаторий-профилакторий Смоленского автоагрегатного завода, магазины.
Смоленская таможня склады временного хранения

## Достопримечательности
- Обелиск на братской могиле 72 воинов Советской Армии, погибших в 1941 - 1943 гг.
- Скульптура на братской могиле 650 воинов Советской Армии, погибших в 1941 - 1943 гг.
- Обелиск на могиле партизанки Лидии Младовой, погибшей в 1942 году.